# Michaela Lackner

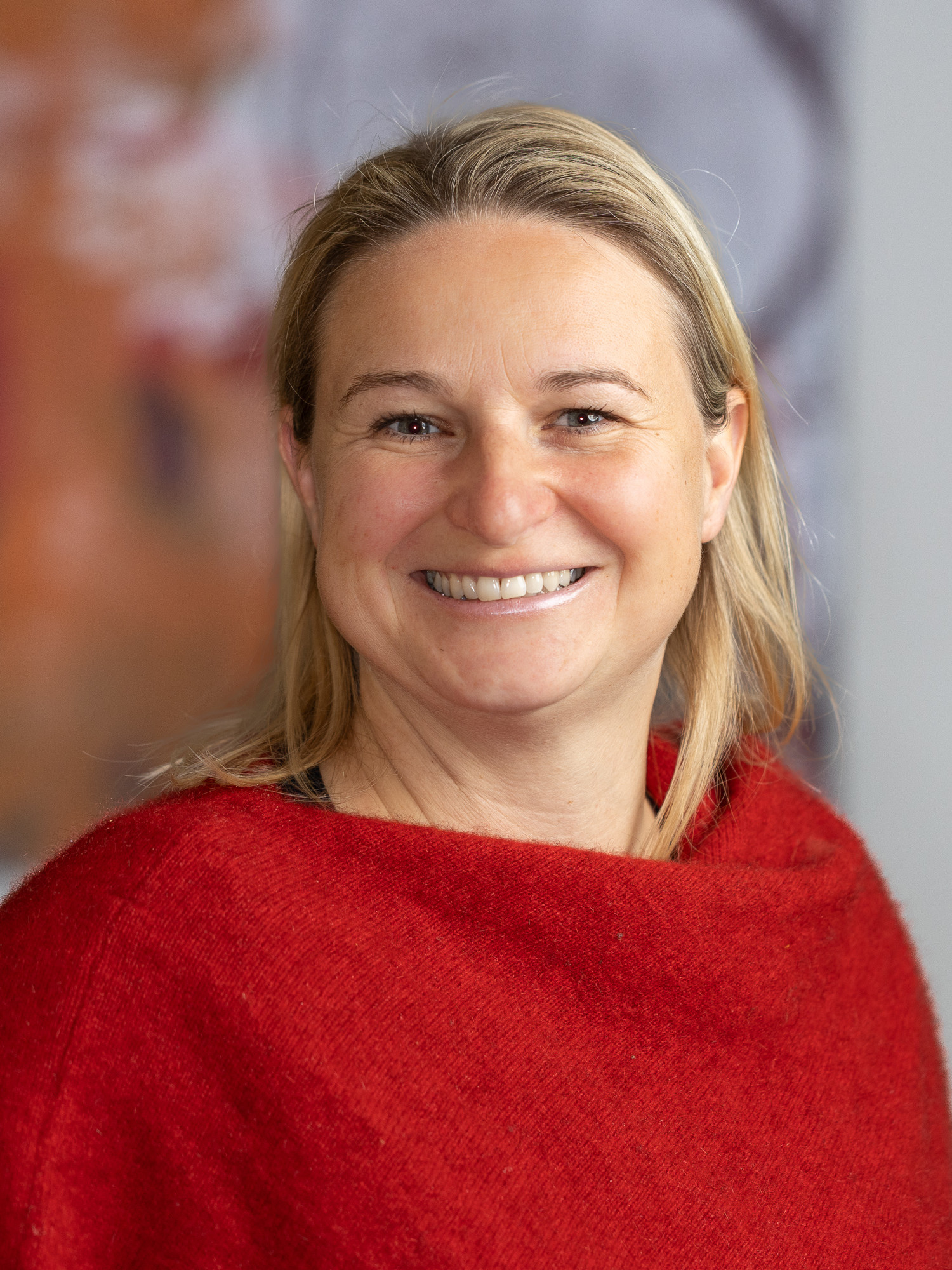
Michaela Lackner (2023)

Michaela Lackner (* 1984 in Innsbruck) ist eine österreichische Mikrobiologin. Seit 2021 ist sie Professorin für Experimentelle Mykologie an der Medizinischen Universität Innsbruck.
Ihr botanisch-mykologisches Autorenkürzel lautet „Lackner“.

## Beruflicher Werdegang
Michaela Lackner begann 2002 das Studium der Mikrobiologie an der Leopold-Franzens-Universität Innsbruck. 2007 schloss sie das Studium mit Auszeichnung ab und erhielt daraufhin den Titel Magistra der Naturwissenschaften. 2010 folgte die Promotion zur Doktorin der Naturwissenschaften, ebenfalls an der Universität Innsbruck und wieder mit Auszeichnung.
Daraufhin arbeitete Lackner als Postdoktorandin an der Medizinischen Universität Innsbruck in der Arbeitsgruppe von Cornelia Lass-Flörl und war von 2014 bis 2016 Leiterin des molekularen Diagnostiklabors am Institut für Hygiene und Medizinische Mikrobiologie. 2016 wurde sie zur Assistenzprofessorin an der Medizinischen Universität Innsbruck ernannt und habilitierte (venia docendi) in Hygiene und Medizinischer Mikrobiologie. Im selben Jahr erhielt Lackner auch den Österreichischen Infektionspreis der Österreichischen Gesellschaft für Infektionskrankheiten und Tropenmedizin (ÖGIT) für ihre Arbeit „Prospective multicenter PCR-based Aspergillus DNA screening in high risk patients with and without primary antifungal mold prophylaxis“.
Seit 2017 leitet Lackner die Mykologie-Forschungsgruppe des Instituts für Hygiene und Medizinische Mikrobiologie. 2019 folgte die Ernennung zur assoziierten Professorin und in 2021 die Berufung zur Universitätsprofessorin für Experimentelle Mykologie an der Medizinischen Universität Innsbruck. Ebenfalls ist Lackner Leiterin des MYCOS-PhD-Trainingsprogramms (MYCOS - Antimycotic resistance - Approach from a One Health Perspective). Seit Herbst 2023 hat sie die Funktion der Vorsitzenden des Arbeitskreises für Gleichbehandlungsfragen (AKGl) der Medizinischen Universität Innsbruck inne.
Lackners Forschungsschwerpunkte liegen in der Erforschung der Resistenz von Pilzerregern, anhand eines One-Health-Ansatzes, in der Entwicklung neuer Therapeutika und in der Entwicklung neuer diagnostischer Nachweismethoden.